# Shimazu Tadayoshi
Shimazu Tadayoshi (島津忠義?  Castillo Kagoshima, Kagoshima, 22 de marzo de 1840 - Japón, 26 de diciembre de 1897) fue un daimyō (señor feudal) del dominio de Satsuma, el duodécimo y último en ocupar el cargo. Su tío, Shimazu Nariakira, ganó el O-Ie Sōdō (una serie de disputas entre los samurái y la aristocracia) y sucedió a su abuelo como señor de Satsuma; sin embargo, después de la muerte de Nariakira en 1858, el joven Mochihisa (más tarde tomaría el nombre de Tadayoshi) fue elegido como próximo señor de Satsuma. Durante su mandato, gran parte del poder político en Satsuma fue ocupado por su padre, Hisamitsu.

## Descendencia
- Esposa legal: Teruko, murió durante trabajo de parto en 1869.
  - Fusako (1869-1871)
- Segunda esposa: Yasuko, murió durante trabajo de parto en 1879.
  - Tadataro (1879-1879)
- Tercera esposa: Sumiko, murió en 1886.
- Concubina: Sumako Yamazaki, 1850-1927
  - 12 hijos, incluyendo a
    - Chikako Shimazu (1879-1956), quien fue esposa del príncipe Kuni Kuniyoshi, abuelos del actual emperador Akihito.
    - Naoko Shimazu, casada con Tokugawa Iemasa
- Concubina: Ku Hishikari, murió en 1960
  - 5 hijos